# Stéphane Crémer
 (août 2025).
 (août 2025).
Pour les articles homonymes, voir Cremer.
Stéphane Crémer, né à Neuilly-sur-Seine le 7 avril 1954, de parents comédiens. Poète, éditeur d'art (Atelier Droit à l'image).
Vit et travaille entre Paris et la Bretagne.

## Publications

### Divers
- Les Peintres du Havre et de l’estuaire de la Seine (vingt-deux notices biographiques et critiques), édition bilingue français/anglais (trad. anglaise par Marie-Alice Duflot), Éditions Barberousse, Paris (novembre 1985), Hors Commerce.
- Henri de Saint-Delis (évocation biographique et critique), sous la direction de Jean-Pierre Hamon, édition bilingue français/anglais (trad. anglaise par Murray Wyllie), Galerie Jacques Hamon[3], Le Havre (1990).  (ISBN 9782950518507)
- Création et direction de la Collection « Voix » (Au fil d'un choix de citations, cette collection donne la parole aux acteurs remarquables de notre histoire. Tous les temps, tous les horizons, toutes les disciplines. Des compagnons qui invitent à d'autres lectures, d'autres découvertes.), coédition La Martinière/Xavier Barral (21 titres parus entre le 3e trimestre 2003 et le 2e trimestre 2004). Auteur de « Je suis pour la liberté. La liberté, par nature, est libre. » Claude Debussy, préface de Stéphane Crémer (ISBN 2-84675-084-X) ; et « Il faut être absolument moderne. » Arthur Rimbaud, préface d'Yves Bonnefoy.  (ISBN 2-84675-080-7)
- Les yeux fermés, participation à l'ouvrage collectif Varia, Quantités discrètes, publié par les éditions Fage (2006)[4] à l'occasion de l'exposition éponyme de Jean Yves Cousseau au Musée muséum départemental de Gap, du 26 juin 2006 au 14 janvier 2007.  (ISBN 978-2-8497-5060-5)
- Isabelle Declève, vers la chair nue de la peinture, Imprimerie du Marais, Paris (2017).

### Récits, Proses
- Les mots circonscrivent eux-mêmes… (poème), revue Au Figuré, no 4[5], Paris (édition limitée à 250 exemplaires numérotés, 1990), repris dans Prolégomènes à toute poésie, éditions isabelle sauvage[6] (2008). ISSN 1141-9504.
- L’illustre inconnu (extrait d'un recueil de courts textes, Douze histoires sans parole, inédit), publié sous le titre Le maître d’œuvre dans la revue Au Figuré, no 5[7], Paris (édition limitée à 300 exemplaires numérotés, 1990). ISSN 1141-9504.
- Comme un charme (récit), éditions Denoël (janvier 2006).  (ISBN 2-8497-5060-3) (https://www.lemonde.fr/livres/article/2006/02/02/aguzou-cremer-deux-voix-tres-singulieres_737083_3260.html)
- La Terre est ronde comme un sakazuki (prose accompagnée de quatre Petites vertus, photographies), in "Les carnets du paysage", n°25, Nourritures (janvier 2014), p.188-191, Actes Sud et l'École nationale supérieure du paysage.  (ISBN 978-2-330-02210-5)
- L'amertume du pamplemousse (récit), recueilli avec La lanterne rouge (récit) de Gilles A. Tiberghien dans Des apparences bien suivies, un livre à quatre mains, éditions Art3/Plessis (novembre 2014).  (ISBN 978-2-909417-11-0)
- Statu Quo (Tombeau de Samuel Beckett) pour André Bernold, Livre IV de la collection « Îlots », menée par Yvon Lambert libraire éditeur, Paris (janvier 2023). (https://www.yvon-lambert.com/fr/collections/ilots)
- De fil en aiguille (prose), publiée dans le quatrième volet du dossier SOLEIL de "En attendant Nadeau, journal de la littérature, des idées et des arts", n°178 du 2 au 8 août 2023. (https://www.en-attendant-nadeau.fr/2023/08/02/de-fil-en-aiguille/)
- Le rôle du père (roman), éditions Grasset (mai 2024).  (ISBN 978-2-246-83824-1)(https://www.livreshebdo.fr/article/stephane-cremer-le-role-du-pere-grasset) (https://www.francetvinfo.fr/replay-jt/franceinfo/le-monde-de-belliard/jt-le-monde-de-belliard-vendredi-10-mai-2024_6543803.html) : 12' à partir de 1H38'33".

### Poésie
- D’un hommage (sonnet), portfolio Jean Yves Cousseau[8], Galerie Pennings, édition bilingue français/anglais (trad. anglaise, États-Unis, par Charlotte Harvey), Eindhoven (1999).
- Compagnies (poème), préface d’Yves Bonnefoy, éditions Isabelle Sauvage, Plounéour-Menez (édition limitée à 150 exemplaires numérotés, dont 25 Hors Commerce, 2003). Épuisé.
- Lignes d’eau (poème)[9], extraits parus en “feuilleton” dans les nos  69/70 et 72/73 du Mouez Enez Sun[10], Le Journal de l’île de Sein, dirigé par Pierre Portais, dont la publication a pris fin en 2004.
- Prolégomènes à toute poésie (fragments), éditions isabelle sauvage, collection « Présent (im)parfait » dirigée par Alain Rebours (octobre 2008), publié avec le soutien de la région Bretagne.  (ISBN 978-2-917751-01-5)
- Le banc (poèmes)[11], éditions isabelle sauvage, collection « Présent (im)parfait » dirigée par Alain Rebours (septembre 2009), publié avec le concours du Centre national du livre et de la région Bretagne.  (ISBN 978-2-017751-06-9)
- Compost/Composto[12] (12 poèmes traduits dans le portugais du Brésil par Leonardo Lacerda et Alain Mourot), précédé de La ronde, préface de Gilles A. Tiberghien, éditions isabelle sauvage (mai 2013). Stéphane Crémer a bénéficié, pour l'achèvement de ce recueil, d'une bourse de création du Centre national du livre (commission poésie de juillet 2011). Publié avec le concours du Centre national du livre et de la région Bretagne.  (ISBN 978-2-917751-32-9)
- Trois sonnets, dont le Tombeau d'Arnold Schoenberg[13] et le Tombeau de Samuel Beckett (du futur recueil Tombeaux et taxidermies), recueillis par Jacques Roubaud, sous une forme amputée par le poète dans son Quasi-Cristaux, un choix de sonnets en langue française, 250 exemplaires numérotés, chez Martine Aboucaya et Yvon Lambert (février 2013).  (ISBN 978-2-9540208-5-3)
- Tombeaux et taxidermies, trente sonnets et vingt-six gouaches, éditions Art3/Plessis (juin 2015). Stéphane Crémer a bénéficié, pour l'achèvement de cet ensemble dédié à Yves Bonnefoy, d'une résidence à la Villa Beauséjour, Maison de la poésie de Rennes, au printemps 2014[14]. Le recueil a été sélectionné par l'Académie française pour son prix de poésie "Henri Mondor" 2016.  (ISBN 978-2-909417-14-1)
- Programme (poème), livre quinzième de la collection de bibliophilie « Pli selon pli », 50 exemplaires numérotés et signés, Librairie Yvon Lambert, Paris, Ève & Yvon Lambert éditeurs (janvier 2022). (https://www.yvon-lambert.com/fr/products/stephane-cremer-programme)
- «(…) réellement d'outre-tombe (…)» (poème), n°XXIX de la collection de poésie « Locus Solus», menée par Yvon Lambert, Yvon & Ève Lambert père et fille, Paris (décembre 2022). (https://www.yvon-lambert.com/fr/products/locus-solus-xxix-stephane-cremer)
- Lectures (poème), avec neuf photographies argentiques originales de Sylvain Girard ; 11 exemplaires numérotés et signés, Éditions de la Loutte, Quimper (janvier 2023).

## Compositions
- 12 Préludes pour piano, 1er cahier (20'), création le 7 mai 1983 à Bruxelles, par Isabelle Declève[15] ; donnés à Paris, salle Cortot, le 16 mai 1983 ; utilisés comme musique de scène pour huit représentations de L’Amant de Harold Pinter, en juin 1983, à la galerie Creatis, Paris.
- Folklore (45'), pour flûte, clarinette, violon, violoncelle et piano ; lecture faite en 1986 par l'ensemble instrumental de musique de chambre du conservatoire de Musique et de danse de La Rochelle, sous la direction de Philippe Nahon.
- 12 Préludes pour piano, 2e cahier (20'), création le 29 juillet 1989 au Prieuré de Vausse (Noyers sur Serein), par Isabelle Declève.
- Fantaisie pour piano (15'), création le 29 juillet 1989 au Prieuré de Vausse (Noyers sur Serein), par Isabelle Declève. Donnée au centre d'art contemporain La Criée (Rennes), par Maxence Julien, le 23 avril 2014, lors de la "Carte blanche" donnée à S.Crémer dans le cadre de sa résidence à la Villa Beauséjour, Maison de la poésie de Rennes.
- Quintette pour piano, violon, alto et deux violoncelles (5 mouvements, 35'), 1re version créée le 16 mai 1983, Salle Cortot, Paris, par Mario Reinhard (piano), Anne-Sophie Legrier (violon), Hélène Biol (alto), Odile Even et Félix Matus-Echaiz (violoncelles). Remanié de 1993 à 1996.
- Lettre au Père Noël [16](chanson, 2020 / 02'19''), paroles et musiques, S.Crémer ; interprétation et voix, Jeanne Crémer[17] ; guitares, arrangements, Franck Perrolle. Production Pit Baumgartner[18] pour l'album Music to unpack your Christmas present[19], De-Phazz & Co (© Phazz-a-delic New Format Recordings - 2020)
- S'aimer (chanson, 2025 / 03'22''), paroles et musiques, S.Crémer ; interprétation et voix, Jeanne Crémer ; guitares, arrangements, Franck Perrolle et Pit Baumgartner. Production Pit Baumgartner pour l'album Poèmes, De-Phazz & Co (© Phazz-a-delic New Format Recordings - 2025)
- Vendredi 13 (chanson, 2025 / 03'33''), paroles et musiques, S.Crémer ; interprétation et voix, Jeanne Crémer ; guitares, arrangements, Franck Perrolle et Pit Baumgartner. Production Pit Baumgartner pour l'album Poèmes, De-Phazz & Co (© Phazz-a-delic New Format Recordings - 2025)
- Rendez-vous (chanson, 2025 / 03'17''), paroles et musiques, S.Crémer ; interprétation et voix, Jeanne Crémer ; guitares, arrangements, Franck Perrolle et Pit Baumgartner. Production Pit Baumgartner pour l'album Poèmes, De-Phazz & Co (© Phazz-a-delic New Format Recordings - 2025)
- Un souvenir (chanson, 2025 / 02'46''), paroles et musiques, S.Crémer ; interprétation et voix, Jeanne Crémer ; guitares, arrangements, Franck Perrolle et Pit Baumgartner. Production Pit Baumgartner pour l'album Poèmes, De-Phazz & Co (© Phazz-a-delic New Format Recordings - 2025)
- Nina (chanson, 2025 / 03'31''), paroles et musiques, S.Crémer ; interprétation et voix, Jeanne Crémer ; guitares, arrangements, Franck Perrolle et Pit Baumgartner. Production Pit Baumgartner pour l'album Poèmes, De-Phazz & Co (© Phazz-a-delic New Format Recordings - 2025)

## Photographies
Séries en cours :
- Revenants : "Jeux de plage", "L’Arbre généalogique"[20], "L’Ombre au tableau", "Noces".
- Création du monde : "Sixième Jour" (grand « nu humain »).
- Carnaval : "Les poules".

[Séries 1, 2, 3, exposées à la Galerie Pennings (Eindhoven, Pays-Bas), invité par Jean Yves Cousseau dans le cadre de son exposition personnelle, avril/mai 1999.]
- Petites vertus, fonds de sakazuki ; 4 publiées dans "Les carnets du paysage", n°25, Nourritures (janvier 2014), p.188-191, Actes Sud et l'École nationale supérieure du paysage.
- Les Gens : 120 photographies, dont un choix de 12 tirages exposé du 3 au 28 novembre 2015, médiathèque "Les Sources", Combourg (Ille-et-Vilaine)[22].